# Empório celestial de conhecimentos benévolos
No conto O idioma analítico de John Wilkins o escritor Jorge Luis Borges escreve "sabidamente não há classificação do universo que não seja arbitrária e conjectural". Um dos exemplos dados pelo autor é:
Essas ambiguidades, redundâncias e deficiências recordam as que o doutor Franz Kuhn atribui a certa enciclopédia chinesa intitulada 'Empório celestial de conhecimentos benévolos'. Em suas remotas páginas está escrito que os animais se dividem em 14 categorias:

(a) pertencentes ao Imperador
(b) embalsamados
(c) amestrados
(d) leitões
(e) sereias
(f) fabulosos
(g) cães vira-latas
(h) os que estão incluídos nesta classificação
(i) os que se agitam feito loucos
(j) inumeráveis
(k) desenhados com um pincel finíssimo de pêlo de camelo
(l) et cetera
(m) os que acabaram de quebrar o vaso
(n) os que de longe parecem moscas.
Original em espanhol:
Esas ambigüedades, redundancias y deficiencias recuerdan las que el doctor Franz Kuhn atribuye a cierta enciclopedia china que se titula Emporio celestial de conocimientos benévolos. En sus remotas páginas está escrito que los animales se dividen en (a) pertenecientes al Emperador, (b) embalsamados, (e) amaestrados, (d) lechones, (e) sirenas, (f) fabulosos, (g) perros sueltos, (h) incluidos en esta clasificación, (i) que se agitan como locos, (j) innumerables, (k) dibujados con un pincel finísimo de pelo de camello, (l) etcétera, (m) que acaban de romper el jarrón, (n) que de lejos parecen moscas.